# Gijs van Lennep
Gijsbert "Gijs" van Lennep, född 16 mars 1942 i Bloemendaal, är en nederländsk racerförare.

## Racingkarriär
Gijs van Lennep vann Le Mans 24-timmars tillsammans med Helmut Marko i en Porsche 917 1971.
Under sommaren hyrde han en Surtees TS7 för att köra i formel 1 i sitt hemma-grand prix i Nederländerna 1971. Detta blev inledningen till en något sporadisk formel 1-karriär där han körde ett par lopp för bland andra Williams och Ensign. Han kom som bäst på sjätte plats i Nederländerna 1973 och Tyskland 1975, vilket sammanlagt gav honom sammanlagt två VM-poäng.
Gijs van Lennep vann även Le Mans 24-timmars tillsammans med Jacky Ickx i en Porsche 936 1976. Han vann även ett pris för att vara Nederländernas bästa förare.

## F1-karriär

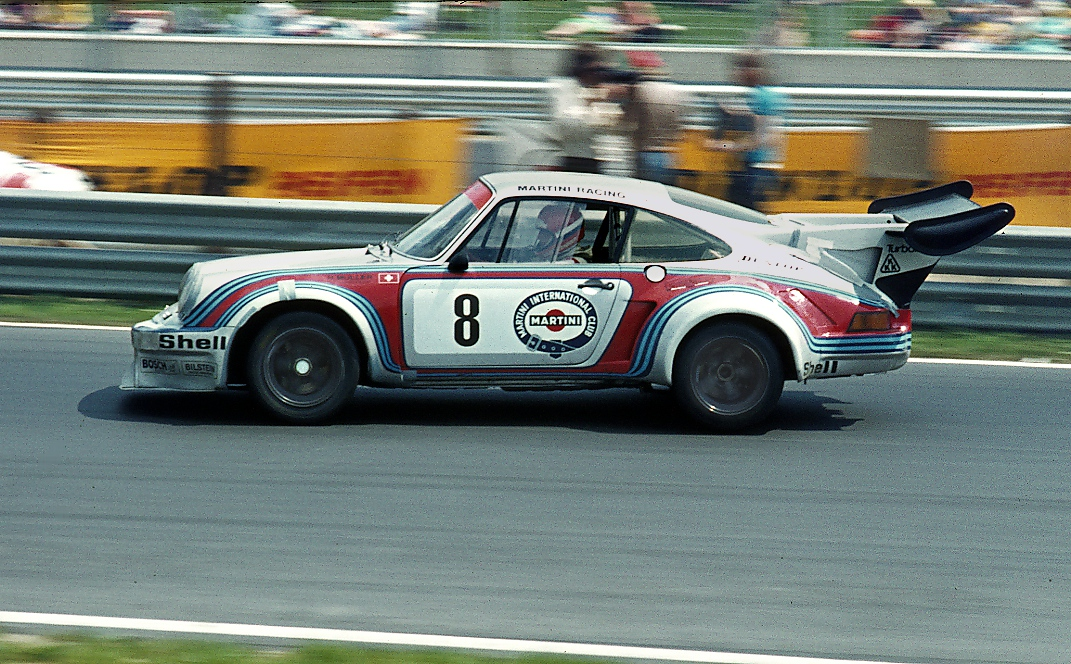
Gijs van Lennep i en Porsche 911 RSR Turbo på Nürburgring 1974.

| Säsong | Stall/Tillverkare                                         | Poäng | Placering |
| ------ | --------------------------------------------------------- | ----- | --------- |
| 1971   | Stichting Autoraces Nederland (Surtees-Ford) Surtees-Ford | 0     | –         |
| 1973   | Williams (Iso Marlboro-Ford)                              | 1     | 20        |
| 1974   | Williams (Iso Marlboro-Ford)                              | 0     | –         |
| 1975   | Ensign-Ford                                               | 1     | 20        |